# Thank You for Not Morphing
Thank You for Not Morphing is de derde aflevering uit het eerste seizoen van de Amerikaanse televisieserie Charmed.

## Verhaal
Als Piper van een vriendin verneemt dat hun vader mogelijk in San Francisco is gaat Piper op zoek naar haar vader. Prue staat echter weigerachtig tegenover een ontmoeting met haar vader, ze kan hem niet vergeven dat hij hen na de dood van hun moeder Patricia Halliwell in de steek heeft gelaten. Phoebe heeft als eerste een geheime ontmoeting met haar vader, in zijn hotel, daar krijgt ze het visioen dat haar vader het Boek Der Schaduwen wil stelen. Wat later op de avond ontmoeten de zussen (Piper en Phoebe) hun vader voor een verrassingsbezoek in het restaurant, na twintig jaar afwezigheid. Wanneer er een inbraak is in het huis van de zussen Halliwell – met als doel The Book of Shadows te stelen – houdt Prue haar vader verantwoordelijk. Het blijkt echter, dat de nieuwe buren van de Halliwell zussen, demonen zijn, die wanhopig de krachten van het boek proberen te bemachtigen.
Het driemanschap van demonen hebben de vader van de zussen gecontacteerd en hebben met Victor een overeenkomst gesloten, hij moet de zussen lang genoeg afleiden zodat de shapeshifters het boek kunnen stelen. Victor lijkt akkoord te gaan met het voorstel van de demonen.

## Foutjes
- In het begin van de aflevering komt Prue thuis en vindt een hond in huis, die later een shapeshifter blijkt te zijn. De hond wordt ook getoond buiten waar hij van op een afstand het huis observeert, voor de zusters het huis verlaten, maar wanneer ze naar het feest gaan aan de overkant van de straat, zijn de drie shapeshifters aanwezig, dus wie was de hond.
- In deze aflevering is de vader van de zussen gecrediteerd op het scherm als Victor Halliwell. Maar in de aflevering That 70s Episode Wordt verduidelijkt dat Halliwell, Patty's geboortenaam is en daarom wordt Victor hernoemd naar Bennett.
- Wanneer Piper de tijd stil zet in het restaurant, beweegt de vlam nog op het dessert.
- De Shapeshifter opent de deur door zijn vinger te veranderen in een sleutel, echter wanneer de deur van de zolderkamer niet opent, beukt hij de deur in, hij gebruikt de vinger is een sleutel truc niet.
- De scène wanneer Prue Andy in haar huis vindt, zit er iemand in de keuken op de achtergrond, wellicht een lid van het productieteam.
- Wanneer Phoebe buiten het huis met haar vader praat, houdt ze een krant vast, wanneer ze iets later het huis weer binnengaat realiserend dat Marchall en niet haar vader achter The Book of Shadows aanzit, is de krant verdwenen.
- Duidelijk valse bakkebaarden bij Victor in de homevideo.
- Actrice Alyssa Milano vertolkt de rol van Patricia Halliwell in de homevideo in plaats van actrice Finola Hughes.
- Hoewel de shapeshifters het boek naar de voordeur kunnen dragen in deze aflevering, in volgende afleveringen wordt verteld dat geen enkel kwaadaardig wezen het boek fysiek kan aanraken.
- Piper verklaart dat de magische krachten enkel overgeërfd worden op de vrouwelijke nakomelingen van de familie, dat verandert later wanneer Piper als eerste heks een mannelijke nakomeling krijgt in de familie Wyatt Halliwell en twee jaar later Chris Halliwell.
- De pagina's van The Book of Shadows zijn anders dan de latere pagina's.